# Narentanere
Narentanerne (slavisk Neretvani, romansk: Arentani) var et hedensk folk af sydslavisk oprindelse, som optrådte i tidlig middelalder og højmiddelalderen. Narentanerne beboede en strækning af Adriaterhavets østlige kyst, og var frygtede sørøvere.
Ifølge De Administrando Imperio af Konstantin 7. nedstammede de fra de kroaterne som kejser Heraklios I i 600-tallet havde bosat på Balkanhalvøen. Ifølge ham vedblev narentanerne (eller Arentani, i Arenta, som de selv og deres hjemstavn blev kaldt af de romanske folk) med at være hedningen indtil begyndelsen af 1000-tallet.

## Etnonym
Betegnelsen narentaner er knyttet til navnet på floden Neretva (ital. Narenta). Konstantin 7. beretter, at de romanske betegnelse for narentanerne var Arentani og for deres land Arenta. Det er ikke afklaret om navnet på floden er af Kroatisk oprindelse, eller er latinsk af oprindelse og blev overtaget af narentanerne. Også betegnelserne Pagani (hedning) og Mariani (søfarende) dukker til stadighed op som navne på narentanerne.